# Сборная Вьетнама по футболу
Сбо́рная Вьетна́ма по футбо́лу — национальная сборная, представляющая Вьетнам на международной футбольной арене. Руководство командой осуществляет Федерация футбола Вьетнама.

## История
В 1950-70-х годах существовала сборная Южного Вьетнама. Она участвовала в квалификационных турнирах чемпионатов мира и Азии и в 1956 и 1960 годах пробивалась в четвёрку лучших команд континента. Сборная Северного Вьетнама, дебютировавшая в 1956 году, по политическим причинам в международных турнирах не играла и участвовала лишь в товарищеских матчах с командами из других социалистических стран. Сборная объединённого Вьетнама провела свой первый матч в 1991 году, а с 1993 года она включились в борьбу за право сыграть на чемпионате мира.
В 2007 году была открыта новая страница в истории вьетнамского футбола: Вьетнам совместно с Индонезией, Малайзией и Таиландом стал организатором Кубка Азии, и сборная Вьетнама впервые приняла участие в главном футбольном турнире континента. Одержав победу в дебютном матче с командой ОАЭ и сыграв вничью с Катаром, подопечные австрийского тренера Альфреда Ридля пробились в четвертьфинал континентального первенства, где уступили только будущим чемпионам — сборной Ирака.
В декабре 2007 года Альфред Ридль покинул пост тренера сборной Вьетнама. На смену ему пришёл португалец Энрике Калишту, уже работавший со сборной в 2002 году. Под его руководством Вьетнам стал победителем чемпионата АСЕАН 2008. Повторить успех Вьетнам смог только через 10 лет. В 2019 году Вьетнам повторил свой успех на Кубке Азии, дойдя до четвертьфинала, где уступили будущим финалистам — сборной Японии.

## Текущий состав
| Имя          | Дата рождения            | Клуб     | Матчи (голы) | Дебют за сборную             |
| Вратари      | Вратари                  | Вратари  | Вратари      | Вратари                      |
| ------------ | ------------------------ | -------- | ------------ | ---------------------------- |
| Данг Ван Лам | 13 августа 1993 (31 год) | Биньдинь | 42 (0)       | против Иордании 13 июня 2017 |

## Выступления на международных турнирах

### Чемпионат мира
- 1994 — 2026 не прошла квалификацию

### Кубок Азии
- 1996 — не прошла квалификацию
- 2000 — не прошла квалификацию
- 2004 — не прошла квалификацию
- 2007 — четвертьфинал
- 2011 — не прошла квалификацию
- 2015 — не прошла квалификацию
- 2019 — четвертьфинал
- 2023 — групповой этап

### Чемпионат АСЕАН
- 1996 — третье место
- 1998 — второе место
- 2000 — четвёртое место
- 2002 — третье место
- 2004 — групповой этап
- 2007 — полуфинал
- 2008 — чемпион
- 2010 — полуфинал
- 2012 — групповой этап
- 2014 — полуфинал
- 2016 — полуфинал
- 2018 — чемпион
- 2021 — полуфинал
- 2023 — второе место
- 2024 — чемпион

## Главные тренеры
| Тренер             | Год        |
| ------------------ | ---------- |
| Эдсон Тавареш      | 1995       |
| Карл-Хайнц Вайганг | 1995—1997  |
| Колин Мёрфи        | 1997       |
| Альфред Ридль      | 1998—2000  |
| Эдсон Сильва Дидо  | 2001       |
| Кристиан Летар     | 2002       |
| Энрике Калишту     | 2002       |
| Альфред Ридль      | 2003       |
| Эдсон Тавареш      | 2004       |
| Альфред Ридль      | 2006—2007  |
| Энрике Калишту     | 2008—2011  |
| Фалько Гёц         | 2011       |
| Фан Тхань Хынг     | 2012       |
| Хоанг Ван Фук      | 2013—2014  |
| Тосия Миура        | 2014—2016  |
| Нгуен Хыу Тханг    | 2016—2017  |
| Пак Хан Со         | 2017—2023  |
| Филипп Труссье     | 2023—2024  |
| Ким Сансик         | 2024—н. в. |